# Sikora czarnopierśna
Sikora czarnopierśna (Periparus rufonuchalis) – gatunek niewielkiego ptaka z rodziny sikor (Paridae). Zamieszkuje środkowe i zachodnie Himalaje oraz przyległe obszary na zachód i północ od nich. Występuje na terytoriach następujących państw: Afganistan, Chiny, Indie, Kirgistan, Nepal, Pakistan, Turkmenistan, Uzbekistan, Kazachstan i Tadżykistan. Nie jest zagrożony.

## Taksonomia
Gatunek ten jest blisko spokrewniony z sikorą czarnoczubą (Periparus rubidiventris), niekiedy uznawano je za ten sam gatunek. Nie wyodrębnia się podgatunków.

## Morfologia
Wygląd zewnętrznyNieco większa od sosnówki i sikory czarnoczubej. Czarna głowa z czarnym czubeczkiem i dużymi białymi policzkami (jak u bogatki), czarna pierś i oliwkowozielony wierzch. Obie płci ubarwione jednakowo, choć samice są mniej jaskrawe.
Rozmiarydługość ciała ok. 13 cm, rozpiętość skrzydeł ok. 20 cm
Masa ciała11,4–14,7 g

## Środowisko
Zamieszkuje suche iglaste lasy górskie w Himalajach i okolicach. Spotykany na wysokościach 1200–4000 m n.p.m.

## Status
W Czerwonej księdze gatunków zagrożonych IUCN sikora czarnopierśna klasyfikowana jest jako gatunek najmniejszej troski (LC, Least Concern). Liczebność populacji nie została oszacowana, ale ptak ten opisywany jest jako lokalnie pospolity, dość pospolity w Nepalu i rzadki w północno-zachodnich Chinach. Ze względu na brak dowodów na spadki liczebności bądź istotne zagrożenia dla gatunku, BirdLife International ocenia trend liczebności populacji jako stabilny.